# بنجامين فرانكلين غريفز
بنجامين فرانكلين غريفز هو سياسي أمريكي، ولد في 1771، وتوفي في 1813. انتخب عضو مجلس نواب كنتاكي ‏.